# Oplophoridae
Oplophoridae is een familie van kreeftachtigen uit de klasse van de Malacostraca (hogere kreeftachtigen).

## Geslachten
- Hoplophorus
- Janicella Chace, 1986
- Oplophorus H. Milne Edwards, 1837 [in H. Milne Edwards, 1834-1840]
- Systellaspis Spence Bate, 1888